# Казим Абдулакім
Казим Абдулакім (крим. Kázím Abdulakim; також транслітерується як: Кіязім Абдулахім, Кіязім Абдулакім або Чіазім Абдулахім) — кримськотатарський герой румунської армії, який під час Першої світової війни загинув влітку 1917 року під час битви біля Мерешешті.
Старший лейтенант Казім Абдулакім був братом адвоката Селіма Абдулакіма, який у міжвоєнний період став провідним політиком кримських татар у Румунії, заступником мера Констанци та членом румунського парламенту. Сестра Казима, Шефіка, також відома як Сапіє, була дружиною улюбленого кримськотатарського поета Мемета Ніязі.
Як визнання його надзвичайної відданості обов'язку та найвищої самопожертви, у Добруджі було засновано Культурно-спортивну асоціацію імені старшого лейтенанта Казима Абдулакіма, а на честь Казима названо вулицю в центрі Констанци.